# تی‌وی‌آر ۴۲۰ اس‌ای‌ای‌سی
تی‌وی‌آر ۴۲۰ اس‌ای‌ای‌سی (TVR ۴۲۰ SEAC) خودرویی است که در سال‌های ۱۹۸۶ تا ۱۹۸۸تولید شده‌است.
این خودرو در کلاس خودرو اسپورت قرار گرفته، طراحی آن خودروهای موتور جلو-محور عقب بوده ‌است. 